# Йокангские острова
Йокангские острова — группа из 8 островов в Баренцевом море. Расположены вдоль Мурманского берега Кольского полуострова, между мысом Коровий и мысом Клятны, в западной части Святоносского залива
Группа состоит из восьми островов: Витте, Сальный, Чаячий, Кекур, Медвежий, Первый Осушной, Второй Осушной и Зелёный. Острова отделены от материка проливом Йокангский Рейд.
Средняя величина прилива на побережье островов 3,0 м. Впервые описаны офицерами фрегата «Евстафий» в 1779 году.
В настоящее время постоянного населения на островах нет, в начале XX века острова использовались как становища для ловли камбалы.

## Список островов
| Название              | Координаты                      | Максимальная высота |
| --------------------- | ------------------------------- | ------------------- |
| Остров Витте          | 68°04′47″ с. ш. 39°30′07″ в. д. | 72,6                |
| Остров Медвежий       | 68°03′28″ с. ш. 39°37′14″ в. д. | 36,7                |
| Остров Чаячий         | 68°05′37″ с. ш. 39°26′54″ в. д. | 50,4                |
| Остров Зелёный        | 68°02′20″ с. ш. 39°37′24″ в. д. | 8,9                 |
| Остров Сальный        | 68°03′56″ с. ш. 39°33′12″ в. д. | 23,1                |
| Остров Первый Осушной | 68°03′08″ с. ш. 39°38′58″ в. д. | 15,7                |
| Остров Второй Осушной | 68°01′45″ с. ш. 39°37′00″ в. д. |                     |
| Остров Кекур          | 68°05′13″ с. ш. 39°27′25″ в. д. |                     |